# Paraisópolis
Paraisópolis là một đô thị thuộc bang Minas Gerais, Brasil. Đô thị này có diện tích 331,51 km², dân số năm 2007 là 18734 người, mật độ 59,2 người/km².